# Pteriidae
Famille
Genres de rang inférieur
- Electroma
- Pinctada
- Pteria

Synonymes
- Aviculidae Goldfuss, 1820
- Crenatulinae Gray, 1854
- Isognomonidae Woodring, 1925 (1828)
- Margaritidae Blainville, 1824
- Melinidae Meek & Hayden, 1865
- Pedalionidae Stephenson, 1923
- Pernidae J. Fleming, 1828
- Reniellidae Iredale, 1939
- Vulsellidae Gray, 1854

Pteriidae est une famille de mollusques bivalves de l'ordre des Ostreida. Communément, cette famille regroupe des « huitres ailées ». 

## Liste des genres
Selon World Register of Marine Species (16 septembre 2022) :
- genre Pterelectroma Iredale, 1939 -- 1 espèce
- genre Pteria Scopoli, 1777 -- 27 espèces actuelles et 1 fossile
- genre Arcavicula L. R. Cox, 1964 †
- genre Aviculoperna Cossmann, 1887 †
- genre Ensipteria Nakazawa & Newell, 1968 †
- genre Gervilleiognoma Aberhan & Hillebrandt, 1996 †
- genre Gervilleioperna Krumbeck, 1923 †
- genre Gervilletia S. E. Damborenea, 1987 †
- genre Neopanis Beu, 2004 †
- genre Rhaetavicula L. R. Cox, 1962 †
- genre Rostroperna L. R. Cox, 1964 †
- genre Vulsellina de Raincourt, 1876 †

De nombreux genres contemporains auparavant rangés dans cette famille possèdent désormais leur propre famille au sein de la super-famille des Pterioidea. 

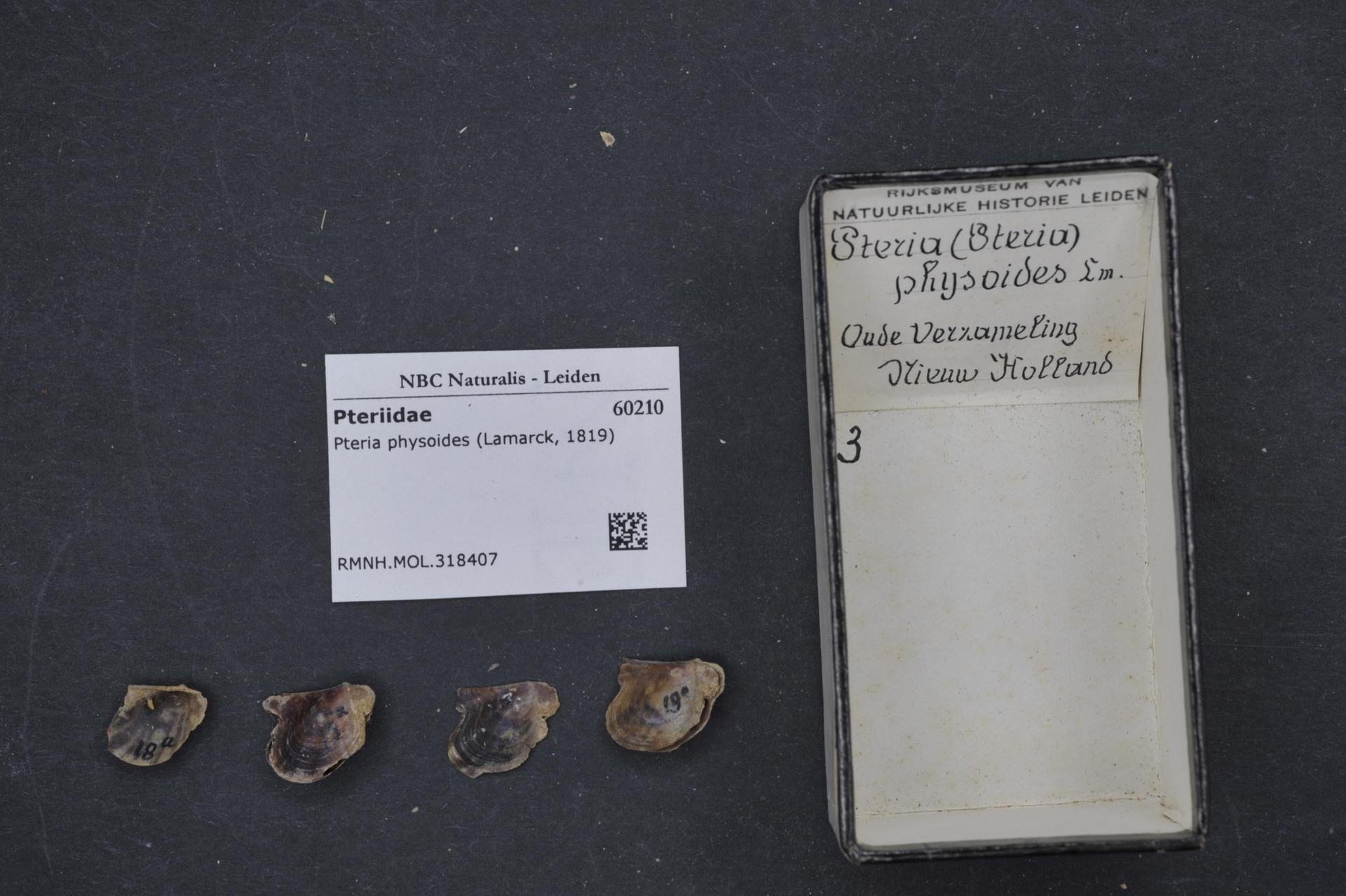
Pterelectroma physoides
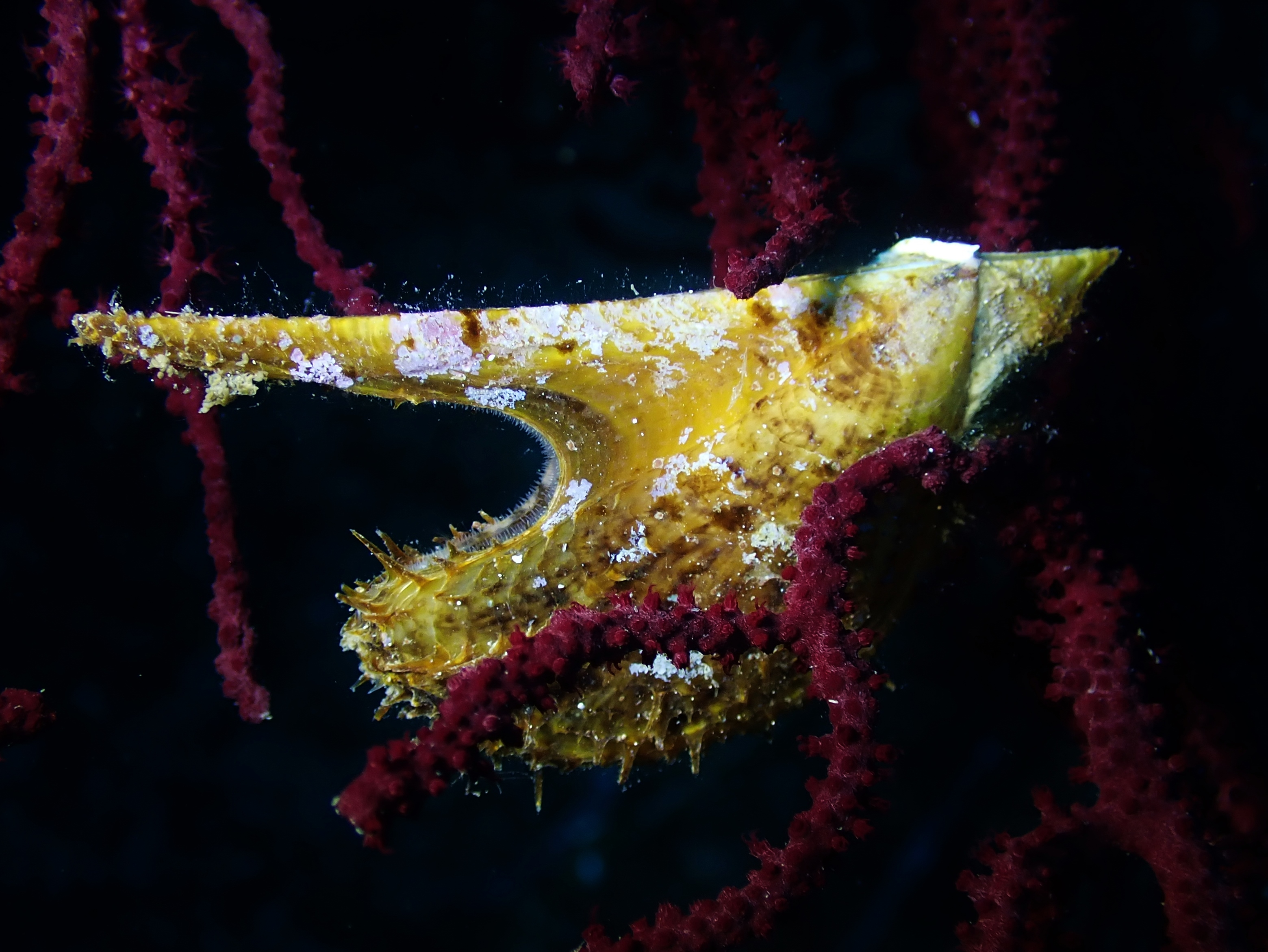
Pteria hirundo